# Masters de Montecarlo 1970
El Abierto de Montecarlo 1970 fue un torneo de tenis masculino jugado sobre tierra batida. Fue la 64.ª edición de este torneo. Se celebró entre el 13 y el 19 de abril de 1970.

## Campeones

### Individuales
Željko Franulovic vence a  Manuel Orantes, 6–4, 6–3, 6–3.

### Dobles
Marty Riessen /  Roger Taylor vencen a  Pierre Barthès /  Nikola Pilic, 6-3, 6-4, 6-2.